# ديرموت كليفورد
ديرموت كليفورد (بالإنجليزية: Dermot Clifford)‏ هو عالم عقيدة أيرلندي، ولد في 25 يناير 1939 في Ballymacelligott ‏ في جمهورية أيرلندا.